# Sławomir Neumann
Sławomir Arkadiusz Neumann (ur. 30 kwietnia 1968 w Starogardzie Gdańskim) – polski polityk i samorządowiec, poseł na Sejm VI, VII, VIII i IX kadencji (2007–2023), sekretarz stanu w Ministerstwie Zdrowia (2012–2015), przewodniczący klubu parlamentarnego Platformy Obywatelskiej (2015–2018) oraz Koalicji Obywatelskiej (2018–2019).

## Życiorys
Ukończył I Liceum Ogólnokształcące im. Marii Skłodowskiej-Curie w Starogardzie Gdańskim. W 1998 uzyskał licencjat z bankowości w Wyższej Szkole Bankowej w Poznaniu, a w 2009 magisterium z ekonomii na Politechnice Koszalińskiej. Pracował w bankowości m.in. jako kierownik oddziału. Od 1994 związany z samorządem w Starogardzie Gdańskim. Był m.in. radnym i członkiem zarządu miasta. W latach 2002–2007 pełnił funkcję radnego powiatu i starosty starogardzkiego. W 2006 kandydował na urząd prezydenta miasta, przegrywając w drugiej turze z Edmundem Stachowiczem.
W wyborach w 1991 i 1993 bez powodzenia ubiegał się o mandat poselski z ramienia Konfederacji Polski Niepodległej w województwie gdańskim. Był przewodniczącym KPN w okręgu gdańskim. Później należał do Ruchu Stu, a w 2001 dołączył do PO. W wyborach parlamentarnych w 2005 bez powodzenia kandydował z jej ramienia do Sejmu, a w wyborach w 2007 uzyskał mandat poselski, otrzymując w okręgu gdańskim 11 742 głosy. W 2009 został członkiem sejmowej komisji śledczej ds. zbadania nielegalnych nacisków na kształt ustawy o grach i zakładach wzajemnych. W wyborach w 2011 z powodzeniem ubiegał się o reelekcję, dostał 14 346 głosów. 6 sierpnia 2012 został powołany na stanowisko sekretarza stanu w Ministerstwie Zdrowia.
W 2015 został przewodniczącym PO w województwie pomorskim, wygrywając z ówczesnym marszałkiem Senatu Bogdanem Borusewiczem, funkcję tę pełnił do 2021. W 2015 ponownie uzyskał mandat poselski, otrzymując 20 514 głosów. W Sejmie VIII kadencji został przewodniczącym klubu parlamentarnego PO, a także zastępcą przewodniczącego Komisji Odpowiedzialności Konstytucyjnej, pracował też w Komisji Zdrowia (2015) oraz Komisji Finansów Publicznych (2015–2017). W listopadzie 2016 został powołany na funkcję ministra rozwoju i infrastruktury w gabinecie cieni utworzonym przez Platformę Obywatelską.
W kwietniu 2018 prokurator generalny, na wniosek prokuratora Prokuratury Okręgowej w Jeleniej Górze, wystąpił o uchylenie immunitetu Sławomirowi Neumannowi w związku z zamiarem przedstawienia mu zarzutu przekroczenia uprawnień w okresie, gdy polityk ten pełnił funkcję sekretarza stanu w Ministerstwie Zdrowia. Postępowanie to było wcześniej umorzone przez prokuratora w grudniu 2014. Zarzut przedstawiono mu w grudniu 2018, polityk nie przyznał się do popełnienia tego czynu. W 2024 Sławomir Neumann został uniewinniony od popełnienia zarzucanego mu czynu.
6 października 2019 zrezygnował z funkcji przewodniczącego klubu parlamentarnego PO-KO. Wiązało się to z opublikowaniem nagrań ze spotkania z lokalnymi działaczami z Tczewa w 2017, na którym Sławomir Neumann m.in. omawiał kwestie polityczne, używając wulgaryzmów. Podczas spotkania odnosił się także do postępowań prokuratorskich dotyczących związanych z opozycją prezydentów miast, w tym Pawła Adamowicza i Mirosława Pobłockiego.
W wyborach w tym samym miesiącu ponownie został wybrany do Sejmu, kandydując z ramienia Koalicji Obywatelskiej i otrzymując 25 202 głosy. Nie wystartował w wyborach parlamentarnych w 2023.

## Wyniki w wyborach ogólnopolskich
| Wybory | Komitet wyborczy   | Komitet wyborczy                 | Organ            | Okręg       | Wynik          |
| ------ | ------------------ | -------------------------------- | ---------------- | ----------- | -------------- |
| 1991   |                    | Konfederacja Polski Niepodległej | Sejm I kadencji  | nr 22       | 1803 (0,37%)   |
| 1993   | Sejm II kadencji   | Konfederacja Polski Niepodległej | nr 11            | 790 (0,14%) |                |
| 2005   |                    | Platforma Obywatelska            | Sejm V kadencji  | nr 25       | 3167 (0,91%)   |
| 2007   | Sejm VI kadencji   | Platforma Obywatelska            | 11 742 (2,49%)   | nr 25       |                |
| 2011   | Sejm VII kadencji  | Platforma Obywatelska            | 14 346 (3,45%)   | nr 25       |                |
| 2015   | Sejm VIII kadencji | Platforma Obywatelska            | 20 514 (4,80%)   | nr 25       |                |
| 2019   |                    | Koalicja Obywatelska             | Sejm IX kadencji | nr 25       | 25 202 (4,77%) |

## Odznaczenia
W 2015 został odznaczony Odznaką Honorową za Zasługi dla Samorządu Terytorialnego.